# Окозамилювання
Окозамилювання — умисне приховування недоліків, фальшування даних про «досягнення», виставляння чого-небудь у кращому вигляді, ніж насправді; введення в оману.